# Högbroking
Högbroking (Panaeolus acuminatus) är en svampart som först beskrevs av Jakob Christan Schaeffer, och fick sitt nu gällande namn av Lucien Quélet 1874. Enligt Catalogue of Life ingår Högbroking i släktet Panaeolus, ordningen Agaricales, klassen Agaricomycetes, divisionen basidiesvampar och riket svampar, men enligt Dyntaxa är tillhörigheten istället släktet Panaeolus, familjen Bolbitiaceae, ordningen Agaricales, klassen Agaricomycetes, divisionen basidiesvampar och riket svampar. Arten är reproducerande i Sverige. Utöver nominatformen finns också underarten rickenii.

## Källor

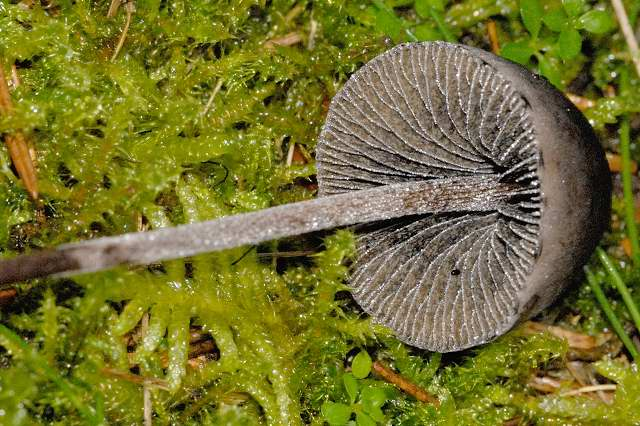